# Amiot 354
El Amiot 354 fue el último de una serie de bombarderos rápidos bimotores que lucharon con la Fuerza Aérea Francesa en cantidades limitadas durante la Batalla de Francia.

## Desarrollo

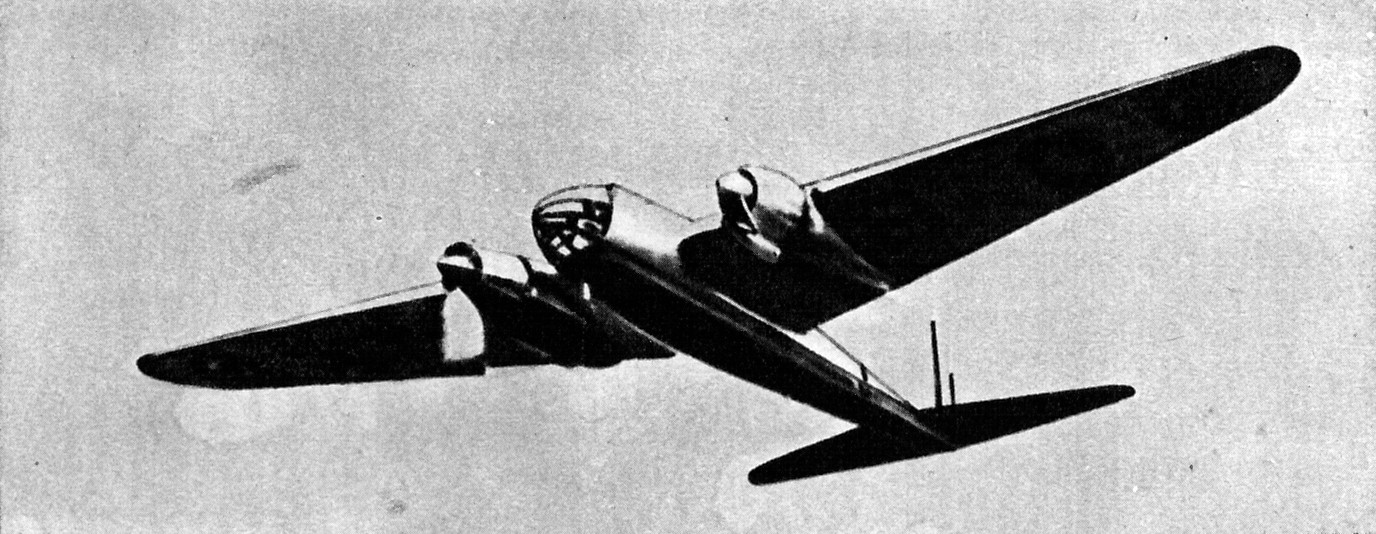
Prototipo del Amiot 340.

La serie Amiot 350 tiene su origen en el mismo requerimiento de 1934, como rival del Lioré et Olivier LeO 451. Derivado del avión postal Amiot 341, el prototipo Amiot 340 se vio envuelto en un vuelo propagandístico de desinformación a Berlín realizado en agosto de 1938 para tratar de convencer a los alemanes de que los franceses empleaban bombarderos modernos. Aunque el Gobierno francés encargó 130 aparatos ese año, los retrasos en la producción y las modificaciones ordenadas hicieron que en septiembre de 1939 no se hubieran entregado aviones. Finalmente, el número de pedidos de este moderno avión llegó a 830, aunque al final sólo 80 aparatos fueron recepcionados por el Ministerio del Aire. La variante principal fue el modelo 351 de cola doble; sin embargo, debido a varios retrasos, el modelo 354 de cola simple fue aceptado para el servicio como modelo provisional.
El Amiot 351 fue diseñado para montar una ametralladora MAC 1934 de 7,5 mm en posiciones de morro y ventral, y un cañón Hispano-Suiza HS.404 de 20 mm en posición dorsal. Debido a problemas técnicos con la instalación del armamento, muchos aviones llegaron a las unidades operativas con sólo una ametralladora ligera en la posición dorsal.

## Historia operacional
En mayo de 1940, el Amiot 351/354 estaba en proceso de equipar sólo a dos groupes: el GB I/21 y el GB II/21 basados en Aviñón. Aunque 200 aparatos estaban en las etapas finales de construcción, sólo 35 estaban listos para volar. Esta situación se vio agravada por la construcción del Amiot 351/354 en tres fábricas, dos de las cuales fueron bombardeadas posteriormente por los alemanes. El 16 de mayo de 1940, los Amiot 351/354 llevaron a cabo misiones de reconocimiento armado sobre Maastricht en los Países Bajos, la primera operación realizada por aviones de este tipo.
En junio, el Amiot 351/354 también fue entregado a los GB I/34 y GB II/34, no volando ninguno de ellos en combate. En ese momento, todos los Amiot 351/354 estaban basados en el frente norte. Tres aparatos se habían perdido en combate, y diez en accidentes de entrenamiento. Se ordenó a todos los aviones que evacuaran a África el 17 de junio, 37 de los cuales sobrevivieron al viaje. Como su número eran demasiado bajo para enfrentarse al régimen fascista italiano, los aviones fueron enviados de vuelta a la Francia Metropolitana y sus groupes fueron disueltos en agosto de 1940.
Cinco Amiot 351/354 continuaron utilizándose como aviones correo después de la Batalla de Francia. Cuatro Amiot 351/354 fueron requisados por la Luftwaffe como transportes, y dos entraron en servicio con el Grupo 1 del Kampfgeschwader 200.
Motores extraídos de estos aviones se utilizaron más tarde en el transporte de carga Messerschmitt Me 323.
El Amiot 351/354 prestó servicio con el Ejército del Aire francés (alrededor de 80 aparatos).

## Variantes
340.01
Dos Gnome-Rhône 14P de 686 kW (920 hp), prototipo de una sola cola, uno construido.
350
351 remotorizado con dos motores Hispano-Suiza 12Y-28/Hispano-Suiza 12Y-29 de 686 kW (920 hp), solamente se construyó uno de ellos.
351.01
Prototipo del Amiot 351.
351
Dos Gnome-Rhône 14N-38/Gnome-Rhône 14N-39 de 707 kW (950 hp), cola doble, 17 construidos (este número puede ser inferior).
352
351 remotorizado con dos motores Hispano-Suiza 12Y-50/Hispano-Suiza 12Y-51 de 820 kW (1100 hp), uno construido.
353
351 remotorizado con dos motores Rolls-Royce Merlin III de 768 kW (1030 hp), uno construido.
354
351 remotorizados con dos Gnome-Rhône 14N-48/Gnome-Rhône 14N-49 de 798 kW (1070 hp), la mayoría con una cola simple, 45 construidos (este número es probablemente inferior).
355.01
351 remotorizado con dos motores Gnome-Rhône 14R-2/Gnome-et-Rhone 14R-3 de 895 kW (1200 hp), uno construido.
356.01
354 remotorizado con dos motores Rolls-Royce Merlin X de 842 kW (1130 hp), uno construido.
357
Prototipo de gran altura con cabina presurizada, dos motores turbosobrealimentados Hispano-Suiza 12Z-89 de 895 kW (1200 hp), uno construido.
358
351 remotorizado después de la guerra con dos motores Pratt & Whitney R-1830 de 895 kW (1200 hp), solamente se construyó uno.
370
Racer de una sola cola con dos motores Hispano-Suiza 12Yirs/Hispano-Suiza 12Yjrs de 642 kW (860 hp), desarrollado específicamente para la (más tarde cancelada) carrera París-Nueva York, uno construido.

## Operadores
Alemania
- Luftwaffe

 Francia
- Armée de l'Air

## Especificaciones (354 B4)
Referencia datos: Datos de los aviones de guerra de la Segunda Guerra Mundial: Volumen siete, bombarderos y aviones de reconocimiento.

### Características generales
- Tripulación: Cuatro (piloto, copiloto, navegante, bombardero)
- Longitud: 14,5 m (47,6 ft)
- Envergadura: 22,8 m (74,9 ft)
- Altura: 4,1 m (13,4 ft)
- Superficie alar: 67 m² (721,2 ft²)
- Peso vacío: 4735 kg (10 435,9 lb)
- Peso cargado: 11 324 kg (24 958,1 lb)
- Planta motriz: 2× motor radial de 14 cilindros en dos filas refrigerado por aire Gnome-Rhône 14N48/49.
  - Potencia: 791 kW (1091 HP; 1076 CV) (potencia al despegue) cada uno.

### Rendimiento
- Velocidad máxima operativa (Vno): 480 km/h (298 MPH; 259 kt) a 4000 m (13 100 pies)
- Velocidad crucero (Vc): 349 km/h (217 MPH; 188 kt) (crucero de largo alcance)
- Alcance: 3502 km (1891 nmi; 2176 mi)
- Techo de vuelo: 10 000 m (32 808 ft)
- Tiempo a altitud: 8,7 min a 4000 m (13 100 pies)

### Armamento
- Ametralladoras: 

  - 3x MAC 1934 de 7,5 mm o
  - 2x MAC 1934 de 7,5 mm y un cañón de 20 mm
- Bombas: 1200 kg

## Aeronaves relacionadas

### Aeronaves similares
- Douglas DB-7
- Martin Maryland
- Lioré et Olivier LeO 45
- SNCAC NC.150

### Secuencias de designación
- Secuencia Numérica (interna de Amiot): ← 146 - 147 - 150 - 340 - 350 - 351 - 352 - 353 - 354 - 355 - 356 - 357 - 358 - 370